# 馬德里打吡
馬德里打吡（西班牙語：El Derbi madrileño）是西班牙首都馬德里市中最老牌的兩支球會皇家馬德里和馬德里競技的對碰。而兩家球會是西班牙足球具規模以來最成功和影響力最大的球會之一。再加上馬競在衰退多年之後，在近年再次強勢崛起。因此，令雙方在近年來對碰時充滿火藥味。

## 歷史背景
他們歷史上首度碰頭於1929年2月24日，皇馬主場以二比一取勝。1960年及1961年西班牙国王盃決賽剛好由該兩支同市球隊爭奪，結果馬競先後以三比一及三比二奪取冠軍。皇馬自1999年10月30日於聯賽中1比3主場落敗後，便連續13年在各項賽事中對馬競保持不敗。
馬競雖歷經低潮，不過近十幾年也崛起成為歐洲豪門之一。2012/13年賽季，皇馬於5月17日主場班拿貝球場作賽的西班牙国王盃決賽中，在加時賽以1-2不敵馬競，終結了連續14年不敗於馬競的記錄。
2013/14年賽季，馬德里體育會在2013年9月23日聯賽作客班拿貝球場憑着迪亞高·哥斯達的入球以1:0擊敗皇家馬德里，並在次年保持聯賽對皇馬的優勢，最終輪逼和巴塞隆納奪得西甲冠軍。2014年歐洲冠軍聯賽決賽，兩隊再度碰頭，亦是歐冠史上首次由兩支同城球隊爭奪歐冠冠軍，最終皇馬踢至加時以4-1大勝馬體會，捧起球會史上第10座大耳朵盃。
在14-15球季，2014年西班牙超級盃中，馬競兩回合計2:1擊敗皇馬歷史上第二次奪得此項錦標，而次回合馬競主場以1:0擊敗皇馬的比分，也打破了馬競近15年主場不勝皇馬的紀錄。
2016年歐洲冠軍聯賽決賽，兩隊再度於歐冠決賽碰頭，再度帶著1-1進入延長賽，最終皇馬踢至PK大戰以5-3氣走馬體會，捧起球會史上第11座大耳朵盃。
2018年歐洲超級盃中，馬競加時以4:2擊敗皇馬奪標。

## 文化背景
皇家馬德里和馬德里競技這兩支同城俱樂部與其對比的身份有着非常不同的命運，這就類似於其他同城競爭的足球俱樂部，如曼徹斯特德比和米蘭德比，由於地理位置令皇馬的體育成就有更多的傾斜，令馬德里競技遠遠低於前者。
從歷史上看，皇馬一直被外界看成是一支被設立的俱樂部。在另一方面，馬競總是予一種的特點'“叛逆的感覺”' - “叛逆感” - 儘管在佛朗哥統治的早年，馬德里競技在與西班牙空軍進行合併後是該政權的最佳球隊。然而，佛朗哥投放大量的政治資本予皇馬力求他們奪得歐洲盃冠軍。
因此，西班牙因為佛朗哥的獨裁時期而被國際孤立的。而一位部長曾經說過:「皇馬是我們有過的最好的大使館」。因此，馬競的球迷便經常戲弄皇馬，他們為此將皇馬主題曲當中的歌詞一部分改編為:"el equipo del gobierno, la vergüenza del país"(「政府的俱樂部，國家的恥辱。」)據稱採用了更加左派（以過激文化的興起，和巴列卡諾的存在，它是作為馬德里的“真實”左派俱樂部）。
皇馬的主場是伯納烏球場，球場旁邊是銀行和企業林立的卡斯蒂利亞大道優雅街頭，而馬競的主場是比森特·卡尔德隆球场，它是沿着曼薩納雷斯河建成的的，附近有一個昂貴的公園，球場與大教堂和皇宮十分接近。
皇馬因為他們在歷史和地理上擁有更多的資源和成功，因而得到當地人(位處馬德里北部，白領、上中階層的集中區)更大的支持，相反馬競因位地處馬德里南部，令工人階級成為俱樂部主要的支持者。如果球員一旦轉投敵會，將如過街老鼠遭受以前的球迷大喝倒采，咒罵及侮辱。 

## 聯賽比賽
| 賽季      | 主場                             | 作客                             | 主場                             | 作客                             |
| --------- | -------------------------------- | -------------------------------- | -------------------------------- | -------------------------------- |
| 1928-29   | 皇家馬德里 2                     | 馬德里競技 1                     | 馬德里競技 0                     | 皇家馬德里 3                     |
| 1929-30   | 皇家馬德里 4                     | 馬德里競技 1                     | 馬德里競技 2                     | 皇家馬德里 1                     |
| 1930-31   | 因為馬競降入西乙而沒有在西甲碰頭 | 因為馬競降入西乙而沒有在西甲碰頭 | 因為馬競降入西乙而沒有在西甲碰頭 | 因為馬競降入西乙而沒有在西甲碰頭 |
| 1931-32   | 因為馬競降入西乙而沒有在西甲碰頭 | 因為馬競降入西乙而沒有在西甲碰頭 | 因為馬競降入西乙而沒有在西甲碰頭 | 因為馬競降入西乙而沒有在西甲碰頭 |
| 1932-33   | 因為馬競降入西乙而沒有在西甲碰頭 | 因為馬競降入西乙而沒有在西甲碰頭 | 因為馬競降入西乙而沒有在西甲碰頭 | 因為馬競降入西乙而沒有在西甲碰頭 |
| 1933-34   | 因為馬競降入西乙而沒有在西甲碰頭 | 因為馬競降入西乙而沒有在西甲碰頭 | 因為馬競降入西乙而沒有在西甲碰頭 | 因為馬競降入西乙而沒有在西甲碰頭 |
| 1934-35   | 皇家馬德里 2                     | 馬德里競技 0                     | 馬德里競技 2                     | 皇家馬德里 2                     |
| 1935-36   | 皇家馬德里 3                     | 馬德里競技 1                     | 馬德里競技 2                     | 皇家馬德里 3                     |
| 1936–37   | 因西班牙內戰而停止               | 因西班牙內戰而停止               | 因西班牙內戰而停止               | 因西班牙內戰而停止               |
| 1937–38   | 因西班牙內戰而停止               | 因西班牙內戰而停止               | 因西班牙內戰而停止               | 因西班牙內戰而停止               |
| 1938–1939 | 因西班牙內戰而停止               | 因西班牙內戰而停止               | 因西班牙內戰而停止               | 因西班牙內戰而停止               |
| 1939-40   | 皇家馬德里 2                     | 馬德里競技 0                     | 馬德里競技 2                     | 皇家馬德里 1                     |
| 1940-41   | 皇家馬德里 1                     | 馬德里競技 3                     | 馬德里競技 4                     | 皇家馬德里 1                     |
| 1941–1942 | 皇家馬德里 4                     | 馬德里競技 1                     | 馬德里競技 2                     | 皇家馬德里 0                     |
| 1942–1943 | 皇家馬德里 1                     | 馬德里競技 3                     | 馬德里競技 2                     | 皇家馬德里 1                     |
| 1943–1944 | 皇家馬德里 3                     | 馬德里競技 2                     | 馬德里競技 3                     | 皇家馬德里 1                     |
| 1944–1945 | 皇家馬德里 3                     | 馬德里競技 1                     | 馬德里競技 0                     | 皇家馬德里 1                     |
| 1945–1946 | 皇家馬德里 2                     | 馬德里競技 1                     | 馬德里競技 3                     | 皇家馬德里 1                     |
| 1946–1947 | 皇家馬德里 1                     | 馬德里競技 2                     | 馬德里競技 2                     | 皇家馬德里 3                     |
| 1947–1948 | 皇家馬德里 1                     | 馬德里競技 1                     | 馬德里競技 5                     | 皇家馬德里 0                     |
| 1948–1949 | 皇家馬德里 1                     | 馬德里競技 2                     | 馬德里競技 0                     | 皇家馬德里 2                     |
| 1949–1950 | 皇家馬德里 4                     | 馬德里競技 2                     | 馬德里競技 5                     | 皇家馬德里 1                     |
| 1950–1951 | 皇家馬德里 3                     | 馬德里競技 6                     | 馬德里競技 4                     | 皇家馬德里 0                     |
| 1951–1952 | 皇家馬德里 2                     | 馬德里競技 1                     | 馬德里競技 3                     | 皇家馬德里 2                     |
| 1952–1953 | 皇家馬德里 2                     | 馬德里競技 0                     | 馬德里競技 1                     | 皇家馬德里 2                     |
| 1953–1954 | 皇家馬德里 2                     | 馬德里競技 1                     | 馬德里競技 3                     | 皇家馬德里 4                     |
| 1954–1955 | 皇家馬德里 1                     | 馬德里競技 0                     | 馬德里競技 2                     | 皇家馬德里 4                     |
| 1955–1956 | 皇家馬德里 3                     | 馬德里競技 2                     | 馬德里競技 1                     | 皇家馬德里 0                     |
| 1956–1957 | 皇家馬德里 0                     | 馬德里競技 2                     | 馬德里競技 2                     | 皇家馬德里 4                     |
| 1957–1958 | 皇家馬德里 0                     | 馬德里競技 0                     | 馬德里競技 1                     | 皇家馬德里 1                     |
| 1958–1959 | 皇家馬德里 5                     | 馬德里競技 0                     | 馬德里競技 2                     | 皇家馬德里 1                     |
| 1959–1960 | 皇家馬德里 3                     | 馬德里競技 2                     | 馬德里競技 3                     | 皇家馬德里 3                     |
| 1960–1961 | 皇家馬德里 3                     | 馬德里競技 1                     | 馬德里競技 1                     | 皇家馬德里 0                     |
| 1961–1962 | 皇家馬德里 2                     | 馬德里競技 1                     | 馬德里競技 1                     | 皇家馬德里 0                     |
| 1962–1963 | 皇家馬德里 4                     | 馬德里競技 3                     | 馬德里競技 1                     | 皇家馬德里 1                     |
| 1963–1964 | 皇家馬德里 5                     | 馬德里競技 1                     | 馬德里競技 0                     | 皇家馬德里 1                     |
| 1964–1965 | 皇家馬德里 0                     | 馬德里競技 1                     | 馬德里競技 0                     | 皇家馬德里 1                     |
| 1965–1966 | 皇家馬德里 3                     | 馬德里競技 1                     | 馬德里競技 1                     | 皇家馬德里 1                     |
| 1966–1967 | 皇家馬德里 2                     | 馬德里競技 1                     | 馬德里競技 2                     | 皇家馬德里 2                     |
| 1967–1968 | 皇家馬德里 0                     | 馬德里競技 0                     | 馬德里競技 1                     | 皇家馬德里 1                     |
| 1968–1969 | 皇家馬德里 0                     | 馬德里競技 0                     | 馬德里競技 0                     | 皇家馬德里 1                     |
| 1969–1970 | 皇家馬德里 1                     | 馬德里競技 1                     | 馬德里競技 3                     | 皇家馬德里 0                     |
| 1970–1971 | 皇家馬德里 1                     | 馬德里競技 0                     | 馬德里競技 2                     | 皇家馬德里 2                     |
| 1971–1972 | 皇家馬德里 1                     | 馬德里競技 0                     | 馬德里競技 4                     | 皇家馬德里 1                     |
| 1972–1973 | 皇家馬德里 0                     | 馬德里競技 1                     | 馬德里競技 1                     | 皇家馬德里 2                     |
| 1973–1974 | 皇家馬德里 2                     | 馬德里競技 0                     | 馬德里競技 0                     | 皇家馬德里 2                     |
| 1974–1975 | 皇家馬德里 1                     | 馬德里競技 0                     | 馬德里競技 1                     | 皇家馬德里 1                     |
| 1975–1976 | 皇家馬德里 1                     | 馬德里競技 0                     | 馬德里競技 1                     | 皇家馬德里 0                     |
| 1976–1977 | 皇家馬德里 1                     | 馬德里競技 1                     | 馬德里競技 4                     | 皇家馬德里 0                     |
| 1977–1978 | 皇家馬德里 4                     | 馬德里競技 2                     | 馬德里競技 1                     | 皇家馬德里 3                     |
| 1978–1979 | 皇家馬德里 1                     | 馬德里競技 1                     | 馬德里競技 2                     | 皇家馬德里 2                     |
| 1979–1980 | 皇家馬德里 4                     | 馬德里競技 0                     | 馬德里競技 1                     | 皇家馬德里 1                     |
| 1980–1981 | 皇家馬德里 2                     | 馬德里競技 0                     | 馬德里競技 3                     | 皇家馬德里 1                     |
| 1981–1982 | 皇家馬德里 2                     | 馬德里競技 1                     | 馬德里競技 2                     | 皇家馬德里 3                     |
| 1982–1983 | 皇家馬德里 3                     | 馬德里競技 1                     | 馬德里競技 0                     | 皇家馬德里 0                     |
| 1983–1984 | 皇家馬德里 5                     | 馬德里競技 0                     | 馬德里競技 1                     | 皇家馬德里 0                     |
| 1984–1985 | 皇家馬德里 0                     | 馬德里競技 4                     | 馬德里競技 0                     | 皇家馬德里 1                     |
| 1985–1986 | 皇家馬德里 2                     | 馬德里競技 1                     | 馬德里競技 0                     | 皇家馬德里 1                     |
| 1986–1987 | 皇家馬德里 4                     | 馬德里競技 1                     | 馬德里競技 1                     | 皇家馬德里 1                     |
| 1987–1988 | 皇家馬德里 0                     | 馬德里競技 4                     | 馬德里競技 1                     | 皇家馬德里 3                     |
| 1988–1989 | 皇家馬德里 2                     | 馬德里競技 1                     | 馬德里競技 3                     | 皇家馬德里 3                     |
| 1989–1990 | 皇家馬德里 3                     | 馬德里競技 1                     | 馬德里競技 3                     | 皇家馬德里 3                     |
| 1990–1991 | 皇家馬德里 0                     | 馬德里競技 3                     | 馬德里競技 0                     | 皇家馬德里 3                     |
| 1991–1992 | 皇家馬德里 3                     | 馬德里競技 2                     | 馬德里競技 2                     | 皇家馬德里 0                     |
| 1992–1993 | 皇家馬德里 1                     | 馬德里競技 0                     | 馬德里競技 1                     | 皇家馬德里 1                     |
| 1993–1994 | 皇家馬德里 1                     | 馬德里競技 0                     | 馬德里競技 0                     | 皇家馬德里 0                     |
| 1994–1995 | 皇家馬德里 4                     | 馬德里競技 2                     | 馬德里競技 0                     | 皇家馬德里 2                     |
| 1995–1996 | 皇家馬德里 1                     | 馬德里競技 0                     | 馬德里競技 1                     | 皇家馬德里 2                     |
| 1996–1997 | 皇家馬德里 3                     | 馬德里競技 1                     | 馬德里競技 1                     | 皇家馬德里 4                     |
| 1997–1998 | 皇家馬德里 1                     | 馬德里競技 1                     | 馬德里競技 1                     | 皇家馬德里 1                     |
| 1998–1999 | 皇家馬德里 4                     | 馬德里競技 2                     | 馬德里競技 3                     | 皇家馬德里 1                     |
| 1999–2000 | 皇家馬德里 1                     | 馬德里競技 3                     | 馬德里競技 1                     | 皇家馬德里 1                     |
| 2000–2001 | 因為馬競降入西乙而沒有在西甲碰頭 | 因為馬競降入西乙而沒有在西甲碰頭 | 因為馬競降入西乙而沒有在西甲碰頭 | 因為馬競降入西乙而沒有在西甲碰頭 |
| 2001–2002 | 因為馬競降入西乙而沒有在西甲碰頭 | 因為馬競降入西乙而沒有在西甲碰頭 | 因為馬競降入西乙而沒有在西甲碰頭 | 因為馬競降入西乙而沒有在西甲碰頭 |
| 2002–2003 | 皇家馬德里 2                     | 馬德里競技 2                     | 馬德里競技 0                     | 皇家馬德里 4                     |
| 2003–2004 | 皇家馬德里 2                     | 馬德里競技 0                     | 馬德里競技 1                     | 皇家馬德里 2                     |
| 2004–2005 | 皇家馬德里 0                     | 馬德里競技 0                     | 馬德里競技 0                     | 皇家馬德里 3                     |
| 2005–2006 | 皇家馬德里 2                     | 馬德里競技 1                     | 馬德里競技 0                     | 皇家馬德里 3                     |
| 2006–2007 | 皇家馬德里 1                     | 馬德里競技 1                     | 馬德里競技 1                     | 皇家馬德里 1                     |
| 2007–2008 | 皇家馬德里 2                     | 馬德里競技 1                     | 馬德里競技 0                     | 皇家馬德里 2                     |
| 2008–2009 | 皇家馬德里 1                     | 馬德里競技 1                     | 馬德里競技 1                     | 皇家馬德里 2                     |
| 2009–2010 | 皇家馬德里 3                     | 馬德里競技 2                     | 馬德里競技 2                     | 皇家馬德里 3                     |
| 2010–2011 | 皇家馬德里 2                     | 馬德里競技 0                     | 馬德里競技 1                     | 皇家馬德里 2                     |
| 2011–2012 | 皇家馬德里 4                     | 馬德里競技 1                     | 馬德里競技 1                     | 皇家馬德里 4                     |
| 2012–2013 | 皇家馬德里 2                     | 馬德里競技 0                     | 馬德里競技 1                     | 皇家馬德里 2                     |
| 2013–2014 | 皇家馬德里 0                     | 馬德里競技 1                     | 馬德里競技 2                     | 皇家馬德里 2                     |
| 2014–2015 | 皇家馬德里 1                     | 馬德里競技 2                     | 馬德里競技 4                     | 皇家馬德里 0                     |
| 2015–2016 | 皇家馬德里 0                     | 馬德里競技 1                     | 馬德里競技 1                     | 皇家馬德里 1                     |
| 2016–2017 | 皇家馬德里 1                     | 馬德里競技 1                     | 馬德里競技 0                     | 皇家馬德里 3                     |
| 2017–2018 | 皇家馬德里 1                     | 馬德里競技 1                     | 馬德里競技 0                     | 皇家馬德里 0                     |
| 2018–2019 | 皇家馬德里 0                     | 馬德里競技 0                     | 馬德里競技 1                     | 皇家馬德里 3                     |
| 2019–2020 | 皇家馬德里 1                     | 馬德里競技 0                     | 馬德里競技 0                     | 皇家馬德里 0                     |
| 2020–2021 | 皇家马德里 2                     | 马德里竞技 0                     | 马德里竞技 1                     | 皇家马德里 1                     |
| 2021–2022 | 皇家马德里 2                     | 马德里竞技 0                     | 馬德里競技 1                     | 皇家馬德里 0                     |
| 2022–2023 | 皇家馬德里 1                     | 馬德里競技 1                     | 馬德里競技 1                     | 皇家馬德里 2                     |
| 2023–2024 | 皇家馬德里 1                     | 馬德里競技 1                     | 馬德里競技 3                     | 皇家馬德里 1                     |
| 2024–2025 | 皇家馬德里 1                     | 馬德里競技 1                     | 馬德里競技 1                     | 皇家馬德里 1                     |

### 對賽往績
| 皇馬勝   | 91  |
| 平局     | 44  |
| 馬競勝   | 41  |
| 皇馬進球 | 302 |
| 馬競進球 | 226 |
| 總計賽事 | 176 |

## 國王盃賽事
| 賽季    | 主場                 | 作客         | 主場         | 作客         |
| ------- | -------------------- | ------------ | ------------ | ------------ |
| 1927-28 | 皇家馬德里 3         | 馬德里競技 0 | 馬德里競技 0 | 皇家馬德里 1 |
| 1949-50 | 皇家馬德里 6         | 馬德里競技 3 | 馬德里競技 1 | 皇家馬德里 0 |
| 1950-51 | 皇家馬德里 1         | 馬德里競技 1 | 馬德里競技 0 | 皇家馬德里 1 |
| 1957-58 | 皇家馬德里 4         | 馬德里競技 0 | 馬德里競技 0 | 皇家馬德里 1 |
| 1959-60 | -                    | -            | 馬德里競技 3 | 皇家馬德里 1 |
| 1960-61 | -                    | -            | 馬德里競技 3 | 皇家馬德里 2 |
| 1963-64 | 皇家馬德里 2         | 馬德里競技 2 | 馬德里競技 1 | 皇家馬德里 1 |
| 1963-64 | -                    | -            | 馬德里競技 2 | 皇家馬德里 1 |
| 1964-65 | 皇家馬德里 1         | 馬德里競技 0 | 馬德里競技 4 | 皇家馬德里 0 |
| 1968-69 | 皇家馬德里 0         | 馬德里競技 0 | 馬德里競技 2 | 皇家馬德里 1 |
| 1974-75 | 皇家馬德里 0         | 馬德里競技 0 | -            | -            |
| 1978-79 | 皇家馬德里 2         | 馬德里競技 2 | 馬德里競技 1 | 皇家馬德里 1 |
| 1979-80 | 皇家馬德里 1         | 馬德里競技 1 | 馬德里競技 0 | 皇家馬德里 0 |
| 1981-82 | 皇家馬德里 0         | 馬德里競技 0 | 馬德里競技 0 | 皇家馬德里 1 |
| 1986-87 | 皇家馬德里 3         | 馬德里競技 2 | 馬德里競技 2 | 皇家馬德里 0 |
| 1988-89 | 皇家馬德里 1         | 馬德里競技 0 | 馬德里競技 0 | 皇家馬德里 2 |
| 1989-90 | 皇家馬德里 2         | 馬德里競技 0 | 馬德里競技 0 | 皇家馬德里 0 |
| 1990-91 | 皇家馬德里 1         | 馬德里競技 1 | 馬德里競技 1 | 皇家馬德里 0 |
| 1991-92 | -                    | -            | 馬德里競技 2 | 皇家馬德里 0 |
| 1993-94 | 皇家馬德里 2         | 馬德里競技 2 | 馬德里競技 2 | 皇家馬德里 3 |
| 2010-11 | 皇家馬德里 3         | 馬德里競技 1 | 馬德里競技 0 | 皇家馬德里 1 |
| 2012-13 | 皇家馬德里 1         | 馬德里競技 2 | -            | -            |
| 2013-14 | 皇家馬德里 3         | 馬德里競技 0 | 馬德里競技 0 | 皇家馬德里 2 |
| 2014-15 | 皇家馬德里 2         | 馬德里競技 2 | 馬德里競技 2 | 皇家馬德里 0 |
| 2022-23 | 皇家馬德里 3（加時） | 馬德里競技 1 | -            | -            |
| 2023-24 | -                    | -            | 馬德里競技 4 | 皇家馬德里 2 |

### 對賽成績
| 皇馬勝   | 18 |
| 平局     | 14 |
| 馬競勝   | 12 |
| 皇馬進球 | 62 |
| 馬競進球 | 50 |
| 總計賽事 | 44 |

## 聯賽盃賽事
| 賽季    | 主場         | 作客         | 主場         | 作客         |
| ------- | ------------ | ------------ | ------------ | ------------ |
| 1983/84 | 皇家馬德里 1 | 馬德里競技 1 | 馬德里競技 3 | 皇家馬德里 2 |
| 1984/85 | 皇家馬德里 2 | 馬德里競技 0 | 馬德里競技 3 | 皇家馬德里 2 |

### 對賽成績
| 皇馬勝   | 1 |
| 平局     | 1 |
| 馬競勝   | 2 |
| 皇馬進球 | 7 |
| 馬競進球 | 7 |
| 總計賽事 | 4 |

## 西班牙超級盃
| 賽季    | 主場                | 作客                | 主場         | 作客         | 中立                 | 中立         |
| ------- | ------------------- | ------------------- | ------------ | ------------ | -------------------- | ------------ |
| 2014-15 | 皇家馬德里 1        | 馬德里競技 1        | 馬德里競技 1 | 皇家馬德里 0 |                      |              |
| 2019-20 | 皇家马德里 0 (4 p.) | 马德里竞技 0 (1 p.) |              |              |                      |              |
| 2023-24 |                     |                     |              |              | 皇家马德里 5（加時） | 马德里竞技 3 |

### 對賽成績
| 皇馬勝   | 1 |
| 平局     | 2 |
| 馬競勝   | 1 |
| 皇馬進球 | 6 |
| 馬競進球 | 5 |
| 總計賽事 | 4 |

## 歐洲冠軍聯賽
| 賽季    | 主場         | 作客         | 主場         | 作客         | 中立             | 中立             |
| ------- | ------------ | ------------ | ------------ | ------------ | ---------------- | ---------------- |
| 1958-59 | 皇家馬德里 2 | 馬德里競技 1 | 馬德里競技 1 | 皇家馬德里 0 | 皇家馬德里 2     | 馬德里競技 1     |
| 2013-14 | -            | -            | -            | -            | 皇家馬德里 4     | 馬德里競技 1     |
| 2014-15 | 皇家馬德里 1 | 馬德里競技 0 | 馬德里競技 0 | 皇家馬德里 0 |                  |                  |
| 2015-16 |              |              |              |              | 皇家馬德里 1 (5) | 馬德里競技 1 (3) |
| 2016-17 | 皇家馬德里 3 | 馬德里競技 0 | 馬德里競技 2 | 皇家馬德里 1 |                  |                  |

### 對賽成績
| 皇馬勝   | 5  |
| 平局     | 2  |
| 馬競勝   | 2  |
| 皇馬進球 | 14 |
| 馬競進球 | 7  |
| 總計賽事 | 9  |

## 盃賽
在本土盃賽中，兩隊已經在國王盃決賽中碰面五次，馬競在1960、1961、1992、2013的決賽中勝出，而皇馬僅在1975的決賽中獲勝。1985年，兩隊在西班牙聯賽盃決賽中碰面，儘管雙方都在自己主場取得勝利。但皇馬兩回計以4:3勝出。2014年，兩隊在西班牙超級盃碰面，雙方在伯納烏球場的首回合以1:1戰成平手，次回合床單軍團回到卡爾德隆則以1:0擊敗銀河艦隊。而紅白軍團第一次擊敗他們最大的對手而贏得了冠軍。

## 歐洲賽事
兩隊在1958–59年歐洲冠軍杯的準決賽中首次碰頭，馬競奪得去季西甲的第二名。而同城死敵皇馬則是應屆西甲和歐洲盃冠軍。 但由於當時並沒有作客入球優惠晉級，因此雙方需要再次重賽，重賽地點位於同國俱樂部皇家薩拉戈薩的主場羅馬雷達體育場。馬競最終以1:2不敵皇馬，無緣決賽。而皇馬最終也成功衛冕該屆冠軍。接近半世紀後，兩隊在里斯本所舉行的2014年歐洲冠軍聯賽決賽中再次碰頭，皇馬透過加時以4:1擊敗馬競，自2002年歐洲冠軍聯賽決賽後第十次捧起歐冠獎杯。

## 曾經同時為兩隊效力的球員
- 路易斯·阿拉貢內斯
- 洛迪高·費比
- 柏度·查路
- 巴勃羅·加西亞
- 米格爾·索勒
- Juan Eduardo Esnáider
- José García Calvo
- 华尼托
- Ramón Grosso
- 祖拉度
- Francisco Llorente
- Sebastián Losada
- 何塞·安东尼奥·雷耶斯
- 乌戈·桑切斯
- 伯恩德·舒斯特尔
- 圣地亚哥·索拉里
- 胡安弗蘭
- 蒂博·库尔图瓦

## 外部連結
- Official La Liga Web Site （页面存档备份，存于） （西班牙文）